# Entamoeba histolytica
Entamoeba histolytica (інколи в україномовній літературі вживається назва гістолітична амеба, або застаріла назва дизентерійна амеба) — вид паразитичних амебозоїв родини Entamoebidae. E. histolytica — один із збудників амебіазу приматів, в тому числі людини. Щорічно на амебіаз хворіє понад 50 млн людей, з них помирає до 55 тис. осіб. Entamoeba histolytica є причиною 10 % захворювань на амебіаз, інші 90 % припадають на Entamoeba dispar. Факультативно заразитися E. histolytica можуть інші ссавці, зокрема собаки та кішки, але вони не є переносниками інфекції.
Ця амеба вперше виявлена у 1875 році професором Київського університету Федірем Лешем.

## Опис та життєвий цикл
Розміром Entamoeba histolytica дрібніша від Amoeba proteus. Досить рухлива. Псевдоподії короткі і широкі. Ектоплазма чітко відмежована від ендоплазми.
Життєвий цикл гістолітичної амеби включає 2 стадії: вегетативну (трофозоїт) і цисти, що можуть переходити одна в іншу в залежності від умов в організмі хазяїна. Зараження настає при попаданні цист в верхній відділ товстої кишки (сліпа і висхідна ободова кишка). Тут цисти перетворюються в просвітні форми і впроваджуються в тканину кишки (тканинна форма), що супроводжується запаленням і формуванням виразок. Вегетативні форми амеб нестійкі в зовнішньому середовищі, у випорожненнях хворого гинуть через 30 хвилин.

Життєвий цикл Entamoeba histolytica.

Вегетативна стадія циклу розвитку паразита включає 3 форми:
- Тканинна (велика вегетативна) форма амеби має високу рухливість і інвазійну спроможність. Здатна до фагоцитозу еритроцитів (еритрофаг). Дану форму паразита виявляють тільки при кишковому амебіазі у свіжовиділених випорожненнях хворої людини, а також, в уражених органах.
- Просвітна форма амеби має незначну рухливість. Ця форма амеби живе у просвіті товстої кишки і їх виявляють у випорожненнях реконвалесцентів гострого кишкового амебіазу, при хронічному перебігу та у носіїв амеб після провокації проносним.
- Передцистна форма малорухлива, виявляють її у фекаліях реконвалесцентів гострого кишкового амебіазу.

Циста має діаметр 7 — 18 мкм. Містить від 1 до 4 ядер. Лише зріла циста має 4 ядра і спроможна до зараження). Цисти виявляють у випорожненнях реконвалесцентів гострого кишкового амебіазу, у хворих на хронічний амебіаз, що рецидивує, у стадії ремісії та у носіїв амеб. Цисти відрізняються високою стійкістю до факторів зовнішнього середовища. У вологих фекаліях при температурі 17-20° С і у воді, вільній від бактеріальної сапрофітної флори, вони не втрачають життєздатність близько 1 міс, у зволоженому ґрунті — до 8 днів. В охолоджених харчових продуктах, на поверхні фруктів, овочів, предметів домашнього вжитку цисти можуть зберігатися протягом декількох днів. Низьку температуру вони переносять протягом декількох місяців. На цисти згубно впливає висока температура. Висушування губить цисти майже миттєво. Звичайні дезінфікуючі речовини, в залежності від хімічного складу і концентрації, по різному діють на цисти: 5 % розчин формаліну і 1 % розчин хлораміну не чинять на них помітного негативного впливу; у розчині сулеми (1:1000) цисти гинуть протягом 4 годин. При потраплянні цист у тонку кишку людини відбувається руйнація їхніх оболонок, при сприятливих умовах вони розмножуються, перетворюючись у вегетативні форми, що живуть у проксимальних відділах товстої кишки.